# اریک پترسون (دوچرخه‌سوار)
اریک پترسون (انگلیسی: Erik Pettersson؛ زادهٔ ۴ آوریل ۱۹۴۴) دوچرخه‌سوار اهل سوئد است.
وی در مسابقات کشوری و بین‌المللی در مجموع برندهٔ ۳ مدال طلا، ۱ مدال نقره، ۱ مدال برنز شده‌است.